# Samuel Seyfried
Samuel Seyfried (* 1622; † 8. März 1699 in Freiberg) war ein kurfürstlich-sächsischer Amtmann des Erzgebirgischen Kreises.

## Leben
Seyfried stand im Dienst von vier Kurfürsten von Sachsen, namentlich Johann Georg II., Johann Georg III., Johann Georg IV. und Friedrich August.
Er wurde am 19. März 1699 in Freiberg beigesetzt. Sein Stiefsohn Elias Lindner ließ anlässlich der Beisetzung eine Gedächtnisschrift unter dem Titel Rechtmäßige Thränen/ Uber den höchst-schmertzlichen Todes-Fall Des Wohl-Edlen/ Hochachtbarn und Rechts-Wohlgelahrten Herrn Samuel Seyfrieds/ Sr. Königl. Majest. in Pohlen/ und vier Churfl. Durchl. zu Sachsen ... Amtmann Des Ertzgebürgischen Creyßes/ [et]c. Als seines hoch-geehrtesten Herrn Stief-Vaters/ So geschehen den 8. Martii Anno 1699. Bey der darauff den 19. Martii erfolgten Beerdigung reichlich vergossen Von Elias Lindnern/ LL. Stud. bei Kuhfus in Freiberg drucken.

## Familie
Er war verheiratet mit Elisabetha geborene Lingke († 1689). Sie wurde in der St.-Annenkapelle im Dom zu Freiberg beigesetzt.